# 1997 no desporto

## Atletismo
- 13 de abril - Último jogo do maior tabu do norte, 33 jogos invicto do Remo contra seu rival Paysandu.
- 10 de agosto - O ucraniano Sergey Bubka sagra-se hexacampeão mundial do salto com vara, depois de vencer aquela prova em todas as edições dos Campeonatos Mundiais realizados até então.

## Automobilismo
- 11 de maio - Rubens Barrichello termina o GP de Mônaco em 2º lugar (6 pontos), o primeiro pódio da estreante Stewart na categoria.[1]
- 10 de agosto - Jacques Villeneuve vence o GP da Hungria, mas essa vitória do canadense foi facilitada, porque Damon Hill, que vinha soberano na prova teve um problema no acelerador eletrônico faltando duas voltas para o final. Quando iniciou a última volta, Hill já tinha Villeneuve logo atrás e quatro curvas depois, o inglês era ultrapassado pelo canadense que venceu-a e Hill terminou em 2º lugar.[2]
- 7 de setembro - Alessandro Zanardi termina em 3º lugar o GP de Laguna Seca e torna-se campeão da Fórmula Indy com uma prova de antecedência. O brasileiro Gil de Ferran, único piloto que poderia adiar a decisão do campeonato, terminou a prova em 5º lugar e garantiu o vice-campeonato na classificação final.[3]
- 26 de outubro - Mika Hakkinen vence o GP da Europa, Jerez (Espanha), sua primeira vitória na carreira e Jacques Villeneuve termina em 3º lugar e torna-se campeão mundial de  Fórmula 1.[4]
- 12 de novembro - Michael Schumacher perdeu o vice-campeonto da Fórmula 1 e foi excluído da classificação final do campeonato por decisão do Conselho Mundial da FIA, que julgou a atitude do ferrarista no GP da Europa. Na corrida, que deu o título ao canadense Jacques Villeneuve, o piloto alemão jogou seu carro em cima do Williams do rival na 47ª volta, em atitude considerada antidesportiva. Schumacher perdeu apenas sua colocação oficial no campeonato, mas seus 78 pontos conquistados e quatro vitórias na temporada foram mantidos, assim como o vice de construtores para a Ferrari. Assim, Heinz-Harald Frentzen, terceiro colocado, e os demais pilotos que pontuaram subiram uma posição na tabela.[5]

## Futebol
- 13 de abril - O Vélez Sarsfield da Argentina vence a Recopa Sul-Americana ao derrotar, em Kobe, no Japão, os seus compatriotas da equipe do River Plate na decisão por pênaltis pelo placar de 4 a 2, após empate de 1 a 1 no tempo normal.
- 22 de maio - O Grêmio conquista a Copa do Brasil pela terceira vez ao empatar com o Flamengo em 2 a 2 no Maracanã, Rio de Janeiro, já que no jogo de ida foi 0 a 0 no Olímpico em Porto Alegre, Rio Grande do Sul.
- 28 de maio - O Borussia Dortmund vence a Juventus por 3 a 1 e torna-se campeã na Liga dos Campeões da Europa.
- 10 de junho - O Boavista vence o Benfica por 3 a 2 e conquista a Taça de Portugal pela quinta vez.
- 29 de Junho -  O Brasil vence a Bolívia por 3 a 1 e torna-se campeã na Copa América pela quinta vez.
- 13 de agosto - No Mineirão, o Cruzeiro vence o Sporting Cristal do Peru por 1 a 0 e conquista a Libertadores da América pela segunda vez.
- 17 de novembro - Fundação do Maranguape Futebol Clube, time de futebol da cidade de Maranguape, no estado do Ceará.
- 2 de dezembro - O Borussia Dortmund vence o Cruzeiro por 2 a 0 no Estádio de Tóquio, Japão, e torna-se campeão da Copa Intercontinental.
- 6 de dezembro  - O Coritiba sagra-se campeão do Festival Brasileiro de Futebol.
- 17 de dezembro - O Atlético mineiro sagra-se campeão invicto da Copa Conmebol, o segundo do clube, após um empate no Mineirão, Belo Horizonte, em 1 a 1 com a equipe do Lanús da Argentina. No jogo de ida, em Lanús, na Argentina, o Galo já havia goleado os argentinos por 4 a 1, em um jogo que teve como destaques além do placar elástico, a violência generalizada no final da partida. Valdir Bigode do Atlético Mineiro foi o artilheiro da competição com 7 gols.
- 21 de dezembro - O Vasco sagra-se tricampeão Brasileiro em campanha comandada por Edmundo, artilheiro da competição com 29 gols, um recorde na época. O clube Cruzmaltino empatou em 0 a 0 no Maracanã, Rio de Janeiro, contra o Palmeiras, o mesmo placar no jogo de ida no Morumbi, São Paulo. O Gigante da Colina conquistou o título por ter somado mais pontos ao longo de todo o certame.[6] Foi o primeiro campeonato cuja final ficou marcada por dois jogos com placares em branco.

## Tênis
- 8 de junho - Gustavo Kuerten vence o espanhol Sergi Bruguera por 3 a 0 (6-3, 6-4, 6-2) e torna-se campeão no torneio de Roland Garros.

## Xadrez
- 11 de maio - Gary Kasparov, campeão do mundo de xadrez, foi derrotado pelo computador Deep Blue.

## Nascimentos
| Data            | Nome                      | Profissão                 | Nacionalidade      | Observações | Ref |
| --------------- | ------------------------- | ------------------------- | ------------------ | ----------- | --- |
| 2 de janeiro    | Carlos Soler              | Futebolista               | Espanha            |             |     |
| 7 de janeiro    | Lamar Jackson             | Futebol Americano         | Estados Unidos     |             |     |
| 13 de janeiro   | Luis Díaz                 | Futebolista               | Colômbia           |             |     |
| 16 de janeiro   | Pau Torres                | Futebolista               | Espanha            |             |     |
| 20 de janeiro   | Rayane Soares da Silva    | atleta paralímpica        | Brasil             |             |     |
| 22 de janeiro   | Fan Zhendong              | Mesa-tenista              | China              |             |     |
| 23 de janeiro   | Sophie Hahn               | Velocista Paralímpica     | Reino Unido        |             |     |
| 27 de janeiro   | Ko Itakura                | Futebolista               | Japão              |             |     |
| 31 de janeiro   | Anna Lazareva             | Voleibolista              | Rússia             |             |     |
| 6 de fevereiro  | Collin Morikawa           | Golfista                  | Estados Unidos     |             |     |
| 14 de fevereiro | Breel Embolo              | Futebolista               | Camarões Suíça     |             |     |
| 27 de fevereiro | Jeong Seung-won           | Futebolista               | Coreia do Sul      |             |     |
| 3 de março      | David Neres               | Futebolista               | Brasil             |             |     |
| 6 de março      | Bojana Milenković         | Vôleibolista              | Sérvia             |             |     |
| 7 de março      | Tyler Bate                | Lutador                   | Reino Unido        |             |     |
| 8 de março      | Tijana Bošković           | Vôleibolista              | Sérvia             |             |     |
| 10 de março     | Gabi Nunes                | Futebolista               | Brasil             |             |     |
| 13 de março     | Rúben Neves               | Futebolista               | Portugal           |             |     |
| 14 de março     | Simone Biles              | Ginasta                   | Estados Unidos     |             |     |
| 17 de março     | Katie Ledecky             | Nadadora                  | Estados Unidos     |             |     |
| 18 de março     | Henrique Honorato         | Vôleibolista              | Brasil             |             |     |
| 18 de março     | Maximilian Mittelstädt    | Futebolista               | Alemanha           |             |     |
| 22 de março     | Alex Meret                | Futebolista               | Itália             |             |     |
| 29 de março     | Stefanos Ntouskos         | Remador                   | Grécia             |             |     |
| 3 de abril      | Gabriel Jesus             | Futebolista               | Brasil             |             |     |
| 10 de abril     | Nino                      | Futebolista               | Brasil             |             |     |
| 18 de abril     | Donny van de Beek         | Futebolista               | Holanda            |             |     |
| 20 de abril     | Alexander Zverev          | Tenista                   | Alemanha           |             |     |
| 6 de maio       | Duncan Scott              | Nadador                   | Reino Unido        |             |     |
| 7 de maio       | Youri Tielemans           | Futebolista               | Bélgica            |             |     |
| 9 de maio       | A-Kid                     | Lutador                   | Espanha            |             |     |
| 10 de maio      | Richarlison               | Futebolista               | Brasil             |             |     |
| 12 de maio      | Frenkie de Jong           | Futebolista               | Holanda            |             |     |
| 14 de maio      | Rúben Dias                | Futebolista               | Portugal           |             |     |
| 15 de maio      | Ousmane Dembélé           | Futebolista               | França             |             |     |
| 20 de maio      | Kaoru Mitoma              | Futebolista               | Japão              |             |     |
| 22 de maio      | Lauri Markkanen           | Basquetebolista           | Finlândia          |             |     |
| 23 de maio      | Cassandre Beaugrand       | Triatleta                 | França             |             |     |
| 23 de maio      | Joe Gomez                 | Futebolista               | Inglaterra         |             |     |
| 1 de junho      | Youssef En-Nesyri         | Futebolista               | Marrocos           |             |     |
| 5 de junho      | Kieran Tierney            | Futebolista               | Escócia            |             |     |
| 25 de junho     | Rodrigo Bentancur         | Futebolista               | Uruguai            |             |     |
| 14 de julho     | Cengiz Ünder              | Futebolista               | Turquia            |             |     |
| 18 de julho     | Noah Lyles                | Velocista                 | Estados Unidos     |             |     |
| 7 de agosto     | Matty Cash                | Futebolista               | Polónia Inglaterra |             |     |
| 9 de agosto     | Luisa Stefani             | Tenista                   | Brasil             |             |     |
| 9 de agosto     | Leon Bailey               | Futebolista               | Jamaica            |             |     |
| 9 de agosto     | Hifumi Abe                | Judoca                    | Japão              |             |     |
| 14 de agosto    | Mohammed Al-Yami          | Futebolista               | Arábia Saudita     |             |     |
| 20 de agosto    | Thalita Vitória Simplício | atleta paralímpica        | Brasil             |             |     |
| 22 de agosto    | Lautaro Martínez          | Futebolista               | Argentina          |             |     |
| 27 de agosto    | Lucas Paquetá             | Futebolista               | Brasil             |             |     |
| 27 de agosto    | Ignacio Bahamondes        | Artes Marciais Mistas     | Chile              |             |     |
| 21 de setembro  | Jhon Arias                | Futebolista               | Colômbia           |             |     |
| 29 de setembro  | Ana Patrícia Ramos        | Vôleibolista De praia     | Brasil             |             |     |
| 30 de setembro  | Max Verstappen            | Piloto                    | Holanda            |             |     |
| 6 de outubro    | Theo Hernández            | Futebolista               | França             |             |     |
| 6 de outubro    | Kasper Dolberg            | Futebolista               | Dinamarca          |             |     |
| 8 de outubro    | Steven Bergwijn           | Futebolista               | Holanda            |             |     |
| 11 de outubro   | Edival Pontes             | taekwondo                 | Brasil             |             |     |
| 16 de outubro   | Charles Leclerc           | Piloto                    | Mónaco             |             |     |
| 19 de outubro   | Yndiara Asp               | Skatista                  | Brasil             |             |     |
| 20 de outubro   | Andrey Rublev             | Tenista                   | Rússia             |             |     |
| 20 de outubro   | Daizen Maeda              | Futebolista               | Japão              |             |     |
| 27 de outubro   | Lonzo Ball                | Basquetebolista           | Estados Unidos     |             |     |
| 31 de outubro   | Marcus Rashford           | Futebolista               | Inglaterra         |             |     |
| 31 de outubro   | Mathías Oliveira          | Futebolista               | Uruguai            |             |     |
| 7 de novembro   | Celine Van Gestel         | Voleibolista              | Bélgica            |             |     |
| 9 de novembro   | Matías Viña               | Futebolista               | Uruguai            |             |     |
| 10 de novembro  | Daniel James              | Futebolista               | País de Gales      |             |     |
| 12 de novembro  | Lea Schüller              | Futebolista               | Alemanha           |             |     |
| 14 de novembro  | Christopher Nkunku        | Futebolista               | França             |             |     |
| 16 de novembro  | Mariana Nicolau           | Jogadora rugby            | Brasil             |             |     |
| 16 de novembro  | Bruno Guimarães           | Futebolista               | Brasil             |             |     |
| 26 de novembro  | Aaron Wan-Bissaka         | Futebolista               | Inglaterra         |             |     |
| 6 de dezembro   | Sabrina Ionescu           | Basquetebolista           | Estados Unidos     |             |     |
| 8 de dezembro   | Sam Hauser                | Basquetebolista           | Estados Unidos     |             |     |
| 18 de dezembro  | Danielle Rauen            | Mesa-Tenistas Paralímpica | Brasil             |             |     |
| 20 de dezembro  | Daniel Borges Cargnin     | Judoca                    | Brasil             |             |     |
| 23 de dezembro  | Luka Jović                | Futebolista               | Sérvia             |             |     |

## Mortes
| Data           | Nome                     | Profissão                              | Nacionalidade  | Observações | Ref |
| -------------- | ------------------------ | -------------------------------------- | -------------- | ----------- | --- |
| 22 de janeiro  | Ênio Andrade             | futebolista                            | Brasil         | n. 1929     |     |
| 9 de fevereiro | Vicente Matheus          | empresário e presidente do Corinthians | Espanha        | n. 1908     |     |
| 20 de março    | Carlo Fassi              | patinador artístico                    | Itália         | n. 1929     |     |
| maio           | Erik Pausin              | patinador artístico                    | Áustria        | n. 1920     |     |
| 18 de junho    | Hector Yazalde           | futebolista                            | Argentina      | n. 1946     |     |
| 20 de junho    | John Akii-Bua            | atleta, barreirista                    | Uganda         | n. 1949     |     |
| 8 de outubro   | Onofre Anacleto de Souza | futebolista                            | Brasil         | n. 1931     |     |
| 11 de novembro | Rodney Milburn           | atleta, barreirista                    | Estados Unidos | n. 1950     |     |
| 19 de novembro | Nicole Hassler           | patinadora artística                   | França         | n. 1941     |     |
| 9 de novembro  | Cecil Smith              | patinadora artística                   | Canadá         | n. 1908     |     |